# دن چری (خواننده)
دن چری (انگلیسی: Don Cherry؛ زادهٔ ۱۱ ژانویهٔ ۱۹۲۴) یک موسیقی‌دان اهل ایالات متحده آمریکا است.